# Nitroxolin
Nitroxolin ist ein in den 1960er Jahren in den Markt eingeführtes Antibiotikum und Antimykotikum aus der Gruppe der 8-Hydroxychinolin-Derivate, das zur Behandlung von akuten und chronischen Infektionskrankheiten der ableitenden Harnwege eingesetzt wird. Zu diesen Harnwegsinfekten gehören beispielsweise Zystitis (Blasenentzündung) und Urethritis (Harnröhrenentzündung). Der Arzneistoff wird zudem zur Rezidiv-Prophylaxe angewendet.

## Eigenschaften
Nitroxolin besitzt ein breites Wirkspektrum, das zahlreiche Gram-negative und Gram-positive Bakterienspezies sowie Mycoplasma hominis, Ureaplasma urealyticum und Candida spp. erfasst. Als möglicher Wirkmechanismus, der vornehmlich in einer Urin-bakteriostatischen Aktivität resultiert, wird die Hemmung der RNA-Polymerase mittels Chelierung zweiwertiger Kationen diskutiert. In Gegenwart subinhibitorischer Konzentrationen hemmt Nitroxolin die bakterielle Adhäsion an Epithelzellen des Harntrakts sowie an die Oberfläche von Blasenkathetern.
In Zellkulturmodellen und Gewebekulturen menschlicher Haut vermochte Nitroxolin die Vermehrung von Mpoxviren effektiv zu hemmen. Es unterdrückt den PI3K/AKT/mTOR- und den Raf/MEK/ERK-Signalweg, die bei der Replikation von Orthopoxviren eine Rolle spielen.

## Verwendung
Das zugelassenen Anwendungsgebiet umfasst die Behandlung akuter und chronischer Infektionen der ableitenden Harnwege mit Nitroxolin-empfindlichen Bakterien und Sprosspilzen sowie die Vorbeugung gegen immer wiederkehrende Infekte (Rezidivprophylaxe).
Zur klinischen Pharmakologie liegt nur wenig Information vor. In der aktuellen interdisziplinären S3-Leitlinie AWMF zur Behandlung von unkomplizierten Harnwegsinfektionen (2017) wird die Nitroxolin-Behandlung aufgrund der sehr guten Resistenzlage, der hohen Eradikationsrate und des günstigen Nebenwirkungsprofils als Mittel der ersten Wahl zur Behandlung der unkomplizierten Zystitis empfohlen. Eine Studie aus 2017 an hospitalisierten älteren Patienten zeigte begrenzte therapeutische Erfolge, die im Gegensatz stehen zu den Erfolgsraten von über 90 % in einer Meta-Analyse von 2014, bei der die eingeschlossenen Patienten jünger waren.

## Synthese
Zur Synthese von Nitroxolin kann 8-Hydroxychinolin mit Natriumnitrit und Salzsäure zu 8-Hydroxy-5-nitrosochinolin umgesetzt werden. Dieses kann wiederum mit Salpetersäure zu Nitroxolin oxidiert werden.

## Handelsnamen
Nitroxolin forte (D, P, RO, BG), Nilox (D)